# حمراء بابجود (حجر)
'

تعديل مصدري - تعديل

حمراء بابجود هي إحدى قرى عزلة الجول بمديرية حجر التابعة لمحافظة حضرموت، بلغ تعداد سكانها 208 نسمة حسب تعداد اليمن لعام 2004.